# マリアン・ウィリアムソン
マリアン・ウィリアムソン（Marianne Williamson、1952年7月8日 - ）は、アメリカ合衆国の著作家である。

## 経歴
1952年7月8日、テキサス州ヒューストンに生まれる。弁護士の父親と主婦の母親を持つ。ユダヤ教の家庭で育った。ポモナ・カレッジで演劇と哲学を学んだが、1973年に中退。ナイトクラブの歌手になるためにニューヨークへ移り住んだ。1979年、ヒューストンに戻った。
1983年にカリフォルニア州ロサンゼルスへ移り住み、講演者としての活動を開始した。1992年以降は著作家としても活動している。
2014年のアメリカ合衆国下院議員選挙に出馬し、落選した。2019年1月28日、2020年アメリカ合衆国大統領選挙に民主党から立候補することを表明したが支持が伸びず、同年7月には候補者討論会への参加資格を喪失。2020年1月10日に選挙からの撤退を表明した。2023年3月4日には2024年アメリカ合衆国大統領選挙に民主党から立候補することを表明したが本命とは見做されず、広い支持を得ることなく2024年2月7日に大統領選挙からの撤退を表明した。

## 著書
- 愛への帰還（1998年、太陽出版） ISBN 9784884691622
- 魂のヒアリング力（2006年、徳間書店） ISBN 9784198621322
- 人生を変える「奇跡のコース」の教え（2009年、太陽出版） ISBN 9784884696337
- 体はやせたがっている（2011年、サンマーク出版） ISBN 9784763131515